# Aguilares (Texas)
Aguilares es un lugar designado por el censo ubicado en el condado de Webb en el estado estadounidense de Texas. En el Censo de 2010 tenía una población de 21 habitantes y una densidad poblacional de 27,03 personas por km².

## Geografía
Aguilares se encuentra ubicado en las coordenadas 27°27′6″N 99°5′36″O / 27.45167, -99.09333. Según la Oficina del Censo de los Estados Unidos, Aguilares tiene una superficie total de 0.78 km², de la cual 0.78 km² corresponden a tierra firme y (0%) 0 km² es agua.

## Demografía
Según el censo de 2010, había 21 personas residiendo en Aguilares. La densidad de población era de 27,03 hab./km². De los 21 habitantes, Aguilares estaba compuesto por el 90.48% blancos, el 4.76% eran afroamericanos, el 0% eran amerindios, el 0% eran asiáticos, el 0% eran isleños del Pacífico, el 0% eran de otras razas y el 4.76% pertenecían a dos o más razas. Del total de la población el 85.71% eran hispanos o latinos de cualquier raza.